# الشيخ محمد إقبال
الشيخ محمد إقبال مؤلف كشميري، مؤرخ، عالم اسلامي، مثقف، باحث، وعالم اثار. معروف عالميا في التاريخ الإسلامي والقضايا العربية الإسلامية. الف أكثر من سبعة واربعين كتاب.

## فترة الطفولة
ولد في البنجاب في عام 1929